# Shūi-wakashū
Shūi-wakashū (jap. 拾遺和歌集 auch: 拾遺集 Shūishū) ist eine Waka-Anthologie aus der Heian-Zeit Japans.
Sie wurde zwischen 1005 und 1007 zusammengestellt. Man nimmt an, dass entweder Tennō　Kazan oder Fujiwara no Nagatō der Kompilator der Anthologie war. Die Anthologie umfasst 20 Rollen mit insgesamt 1351 Waka. Man nimmt an, dass die von Fujiwara no Kintō kompilierte Anthologie Shūishō (拾遺抄, 996–999), die dem Shūi-wakashū vorausging als Namensgeber und Vorbild fungierte.